# Salone Margherita
El Salone Margherita en (Nápoles), uno de los primeros Café-concert italianos que lleva el nombre de la reina , inaugurado en 1890. En una ciudad llena de supersticiones, crédula y mañosa a la vez, el conocido teatro fue obra de los hermanos Marino, emprendedores empresarios que quiso rendir homenaje a la reina Margarita por su belleza. El Salone Margherita fue uno de los primeros café concert (o chantants) italianos, nacido un año después de la inauguración del famoso Moulin Rouge en París. En 1910 la famosa actriz y excéntrica Kitty Lord subío al escenario de este Salone. El teatro fue creado a partir de una idea de los hermanos Marino y fue diseñado por el Arquitecto Curri. El Salone Margherita fue inaugurado en 1890, dentro de la famosa Galleria Umberto I, en medio de las polémicas, las protestas del buen Nápoles, las esposas celosas y hombres Moralista napolitanos. La célebre escritora Matilde Serao comentó sobre la inauguración de este nuevo teatro lo siguiente: "El espectáculo comenzó con una cancioncita bien editada por la señora húngara Rosa Dorner, que tiene una vocecita muy agradable y tiene el aire de una pequeña diva conmovedora. Difundió abundantemente los estribillos de su patria entre la satisfacción general del público de las princesas de Pignatelli, Gerace y Pescara, de las condesas de La Feld, de la Signora Massimo y del honorable Bonghi en amable compañía."En realidad, el Salone Margherita fue concebido en la línea de los clubes de la capital francesa a finales del siglo. El teatro tenía forma circular cubierta por una cúpula de paraguas colocada sobre dieciséis pilares que remataba en semicolumnas con capiteles jónicos. Había también dos gradas de palcos y platea con mesas de mármol con capacidad para ochocientos espectadores.En pocas palabras, era una especie de gemelo del Moulin Rouge parisino, con vallas publicitarias escritas en francés, así como los menús y contratos de los artistas. Las chanteuses,término que significaba cantantes femeninas, eran las bailarinas cuyos nombres artísticos se tomaron prestados del idioma galo. Luego estaban también los chef-d´orchestras, los conductores, la buvette, la barra y los camareros que hablaban exclusivamente en francés. En 1952 el Salone experimentó su primer cierre, seguido por el de 1960 y finalmente por el de los años 1980. Hoy, gracias a la familia Bárbaro, parte del histórico local, restaurado, todavía existe: el nuevo café-restaurante, siempre Salone Margherita, alberga espectáculos musicales y de variedades que animan las veladas sociales de los napolitanos.